# Susan Aglukark

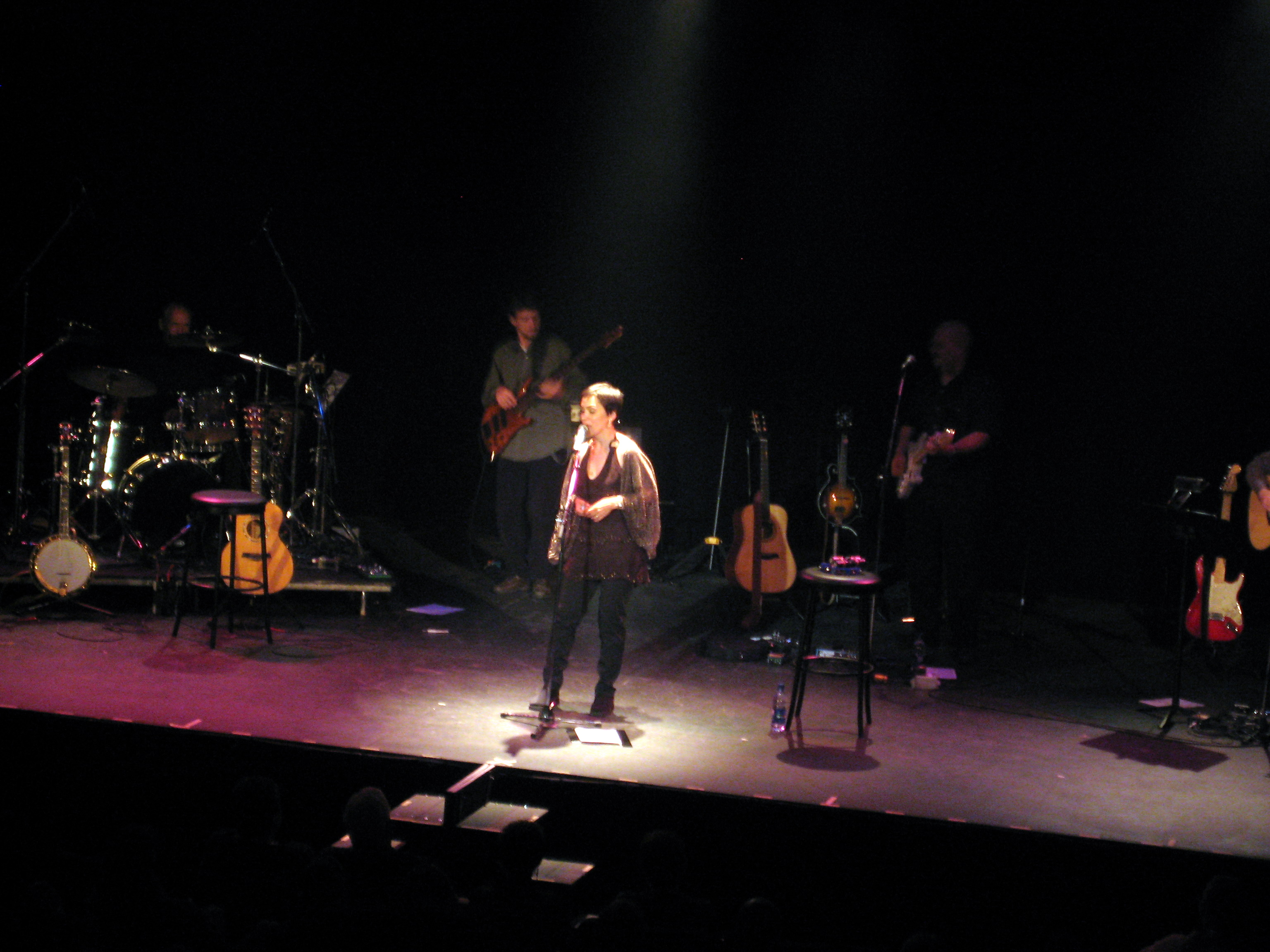
Susan Aglukark (2007)

Susan Aglukark, OC (Inuktitut  ᓲᓴᓐ ᐊᒡᓘᒃᑲᖅ, Suusan Agluukkaq; * 27. Januar 1967 in Churchill, Manitoba, Kanada) ist eine kanadische Singer-Songwriterin und gehört zur Musikrichtung Pop und Folk.

## Leben
Aglukark entstammt der Volksgruppe der Inuit und wurde in Churchill geboren, wuchs aber in Arviat auf. Nach der Highschool arbeitete sie als Sprachwissenschaftlerin beim Department of Aboriginal Affairs and Northern Development in Ottawa.
Sie lebt momentan in Oakville (Ontario).

## Diskografie

### Alben
- 1990: Dreams for You
- 1992: Arctic Rose
- 1993: Christmas
- 1995: This Child
- 1999: Unsung Heroes
- 2003: Big Feeling
- 2006: Blood Red Earth
- 2011: White Sahara
- 2013: Dreaming of Home

### Singles
- 1990: Searching
- 1993: Little Toy Trains
- 1994: Song Of The Land
- 1994: Still Running
- 1995: O Siem
- 1995: Hina Na Ho
- 1995: Breakin' Down
- 1996: Shamaya
- 1996: Suffer in Silence
- 1999: One Turn Deserves Another
- 2000: Turn Of The Century
- 2004: Whaler's Lullaby
- 2006: I Will Return

## Auszeichnungen
- 1995: Juno Award, Beste Solokünstlerin, Album Arctic Rose
- 2004: Juno Award, Album Big Feeling